# Berrien Springs
Berrien Springs é uma vila localizada no estado americano de Michigan, no Condado de Berrien.

## Demografia
Segundo o censo americano de 2000, a sua população era de 1862 habitantes. 
Em 2006, foi estimada uma população de 1961, um aumento de 99 (5.3%).

## Geografia
De acordo com o United States Census Bureau tem uma área de 
2,5 km², dos quais 2,3 km² cobertos por terra e 0,2 km² cobertos por água. Berrien Springs localiza-se a aproximadamente 234 m acima do nível do mar.

## Localidades na vizinhança
O diagrama seguinte representa as localidades num raio de 20 km ao redor de Berrien Springs. 